# SOAP
SOAP (англ. Simple Object Access Protocol) — протокол обміну структурованими повідомленнями в розподілених обчислювальних системах, базується на форматі XML.
Спочатку SOAP призначався, в основному, для реалізації віддаленого виклику процедур (RPC), а назва була абревіатурою: Simple Object Access Protocol — простий протокол доступу до об'єктів. Зараз протокол використовується для обміну повідомленнями в форматі XML, а не тільки для виклику процедур.
SOAP є розширенням мови XML-RPC.
SOAP можна використовувати з будь-яким протоколом прикладного рівня: SMTP, FTP, HTTP та інші. Проте його взаємодія з кожним із цих протоколів має свої особливості, які потрібно відзначити окремо. Найчастіше SOAP використовується разом з HTTP.
SOAP є одним зі стандартів, на яких ґрунтується технологія вебсервісів.

## Структура протоколу

Повідомлення SOAP структурується так:

SOAP-конверт
SOAP-заголовок
Елемент заголовку 1
Елемент заголовку 2
…
Елемент заголовку N
Тіло SOAP
Елемент тіла 1
Елемент тіла 2
…
Елемент тіла N

## Приклади
Приклад SOAP POST повідомлення:
```
POST
 
/InStock
 
HTTP/1.1
Host:
 
www.example.org
Content-Type:
 
application/soap+xml;
 
charset=utf-8
Content-Length:
 
299

<?xml version="1.0"?>

<soap:Envelope
 
xmlns:soap=
"http://www.w3.org/2003/05/soap-envelope"
>

  
<soap:Header>

  
</soap:Header>

  
<soap:Body>

    
<m:GetStockPrice
 
xmlns:m=
"http://www.example.org/stock"
>

      
<m:StockName>
IBM
</m:StockName>

    
</m:GetStockPrice>

  
</soap:Body>

</soap:Envelope>

```

Приклад SOAP-запиту на сервер інтернет-магазину:
```
<soap:Envelope
 
xmlns:soap=
"http://schemas.xmlsoap.org/soap/envelope/"
>

   
<soap:Body>

     
<getProductDetails
 
xmlns=
"http://warehouse.example.com/ws"
>

       
<productID>
12345
</productID>

     
</getProductDetails>

   
</soap:Body>

 
</soap:Envelope>

```

Приклад відповіді:
```
<soap:Envelope
 
xmlns:soap=
"http://schemas.xmlsoap.org/soap/envelope/"
>

   
<soap:Body>

     
<getProductDetailsResponse
 
xmlns=
"http://warehouse.example.com/ws"
>

       
<getProductDetailsResult>

         
<productID>
12345
</productID>

         
<productName>
Склянка
 
ребриста
</productName>

         
<description>
Склянка
 
ребриста.
 
200
 
мл.
</description>

         
<price>
9.95
</price>

         
<inStock>
true
</inStock>

       
</getProductDetailsResult>

     
</getProductDetailsResponse>

   
</soap:Body>

 
</soap:Envelope>

```

## Переваги
- SOAP є достатньо гнучким, що дозволяє використовувати різні транспортні протоколи. Стандартні реалізації використовують HTTP як транспортний протокол, однак також можливо використовувати JMS чи SMTP.
- Позаяк модель SOAP каналів(з'єднань) прекрасно працює в контексті моделі HTTP запитів-відповідей, то можливо легко встановлювати з'єднання на базі існуючих фаєрволів чи проксі-серверів без жодних модифікацій самого SOAP-протоколу.

## Недоліки
- Застосування SOAP для передачі повідомлень збільшує їхній обсяг і зменшує швидкість обробки. У системах, де швидкість важлива, часто надсилають XML документи безпосередньо через HTTP як звичайні HTTP параметри або застосовують принцип REST.
- Попри те, що для SOAP є стандарт, різні програми часто генерують повідомлення в несумісному форматі. Наприклад, запит згенерований Apache Axis[en]-клієнтом, не завжди розпізнається сервером WebLogic.